# بابلو سلباج
بابلو دافيد سلباج دكاريت (من مواليد 11 يونيو 1997) هو لاعب كرة قدم محترف يلعب في مركز المهاجم لصالح نادي سوون في كي ليغ كلاسيك. وُلد في كولومبيا ويمثل منتخب سوريا على المستوى الدولي.

## المسيرة مع الأندية
في 28 يناير 2025، انضم سلباج إلى سوون الذي ينشط في دوري النخبة الكوري الجنوبي، كي ليغ كلاسيك.

## المسيرة الدولية
وُلد سلباج في كولومبيا، وينحدر من أصول سورية. تم استدعاؤه لتمثيل منتخب سوريا في كأس آسيا 2023.

## الأهداف الدولية
| الرقم | التاريخ       | الملعب                                  | الخصم   | النتيجة | النتيجة النهائية | المنافسة         |
| ----- | ------------- | --------------------------------------- | ------- | ------- | ---------------- | ---------------- |
| 1.    | 8 يناير 2024  | ملعب حمد الكبير، الدوحة، قطر            | ماليزيا | 1–1     | 2–2              | مباراة ودية      |
| 2.    | 9 سبتمبر 2024 | ملعب بالايوجي الرياضي، حيدر آباد، الهند | الهند   | 3–0     | 3–0              | كأس القارات 2024 |